# Эспелет
Эспелет (фр. Espelette, баск. Ezpeleta) — коммуна во Франции, в регионе Аквитания, департамент Атлантические Пиренеи.

## История
Баскское название Ezpeleta этимологически указывает на местность, поросшую самшитом. Эта местность относится к баскской области Лабурдан. В XI веке здесь была построена крепость. Известность городу принесло выращивание стручкового перца (см. эспелетский перец).

## Персоналии
- Арман Давид (1826—1900) — миссионер, зоолог, ботаник.
- Аньес Суре (1902—1928) — первая в истории победительница национального конкурса красоты Мисс Франция 1920.
- Роже Эчегарай (1922—2019) — куриальный кардинал.